# Paradoxa de Galileu
La paradoxa de Galileu és una demostració d'una de les propietats dels conjunts infinits. El caràcter paradoxal es dona per posar en dubte el principi que el tot és major que qualsevol de les seves parts.
En el seu últim treball científic, Dues noves ciències, Galileo Galilei va fer dues afirmacions aparentment contradictòries sobre els nombres enters positius. Primer, alguns nombres tenen la propietat de ser un quadrat perfecte (això és el quadrat d'un enter, des d'ara anomenat simplement quadrat), mentre que uns altres no la tenen. Per això, el conjunt de tots els nombres, incloent-hi tant als quadrats com als no quadrats, ha de ser major que el conjunt dels quadrats. No obstant això, per cada quadrat hi ha exactament un nombre que és la seva arrel quadrada, i per cada nombre hi ha exactament un quadrat. Per tant, no pot haver-hi més d'un tipus que d'un altre. Aquest és un dels primers exemples, encara que no el primer, de demostració a través d'una funció bijectiva.
En els seus cèlebres "Diàlegs" Galileu va arribar a la conclusió que els conceptes de menor, igual i major només s'aplicaven a conjunts finits, i no tenien sentit aplicats a conjunts infinits. Al segle xix, Georg Cantor, usant els mateixos mètodes, va demostrar que a pesar que el resultat de Galileu era correcte si s'aplicava als nombres enters, o fins i tot als racionals, la conclusió general no era certa: alguns conjunts infinits són majors que uns altres, en el sentit que no es poden relacionar en una correspondència biunívoca. No obstant això, és notable que Galileu hagi demostrat que el nombre de punts en un segment és el mateix que en un segment una mica més gran, encara que, per cert, no va arribar a la demostració de Cantor sobre l'existència de diversos infinits ni al concepte de nombre transfinit. En aquella època Galileu estava indicant les contradiccions en les paradoxes de Zenó per obrir camí a la seva teoria matemàtica del moviment.